# Apteropanorpa tasmanica
Apteropanorpa tasmanica är en näbbsländeart som beskrevs av Carpenter 1941. Apteropanorpa tasmanica ingår i släktet Apteropanorpa och familjen Apteropanorpidae. Inga underarter finns listade i Catalogue of Life.